# Cyclophora punctarium
Cyclophora punctarium là một loài bướm đêm trong họ Geometridae.